# Большие Хутора (Смоленская область)
Большие Хутора — деревня в Смоленской области России, в Хиславичском районе. Расположена в юго-западной части области в 19 км к юго-западу от Хиславичей, в 4 км к северу от границы с Беларусью, в 5 км северо-восточнее автодороги Починок — Мстиславль.
Население — 184 жителя (2007 год). Административный центр Колесниковского сельского поселения.

## Экономика
Средняя школа, магазины, сельхозкооператив «Большие хутора».

## Достопримечательности
- Обелиск односельчанам погибшим в 1941—1945 гг. (1970 год).